# Борис Богоев
Борис е български православен духовник, пловдивски митрополит на алтернативния синод на Българската православна църква от 1999 до 2006 година и негов наместник-председател от 2005 до 2006 г.

## Биография
Борис Пловдивски е роден със светското име Борис Трифонов Богоев през 1911 г. Завършил Духовна семинария и Богословски факултет той става свещеник в Пловдив. След овдовяването си приема монашество и е назначен за игумен на Троянския манастир.
Епископско посвещение прие в началото на 1990-те години в „алтернативния синод“. Първоначално той бил епископ Тивериополски, но впоследствие бил издигнат в ранг митрополит Пловдивски.
През 1996 година Комисията по канонизациите на Алтернативния синод под председателството на пловдивския митрополит Борис канонизира дякон Игнатий /Васил Левски/ за светец.
1 октомври 1998 година Всеправославен събор постанови:
| „ | Прие заявата на разкаяние от страна на групата в разкол, самоназоваваща се „Българска патриаршия“ под ръководството на избрания като „патриарх“ от тази група бивш Високопреосвещен Неврокопски митрополит г-н Пимен и желанието им за възвръщане в единството на светата Православна църква, и в случая в единството на каноничната Църква и йерархия на България под ръководството на Блаженейшия патриарх на София и цяла България г-н Максим, заява направена от името на всички иерарси, които са с тях, т.е. <...> 4. Пловдивски „митрополит“ Борис, <...> а освен това и на всички приемащи ги клирици, и решава:<...> б/ Приемат се в църковно общение по крайно снизхождение за служение в епископската степен, в която противоканонично са били възведени, избраните и представящи се според това ръкоположение като „митрополити“ и „епископи“, както по-горе се изреждат, и се правят титулярни епископи на Светейшата Българска църква, за да бъдат на разположение на нейния Св. Синод. На горните се дават титлите на древлепросиялите епископии и така оттук нататък те стават: <...> 3. Тивериополски епископ Борис | “ |

Отказва да служи като викарий и се връща в Алтернативния синод.
През началото на 2005 година митрополит Инокентий е формално освободен от поста наместник-председател на „Алтернативния синод“. Неговото място заема 90-годишният епископ Борис Пловдивски.
Умира на 22 март 2006 година.